# Vangelo segreto di Marco
Il Vangelo segreto di Marco è un presunto vangelo apocrifo cristiano menzionato nella Lettera di Mar Saba, una lettera attribuita a Clemente di Alessandria (150 circa – 215 circa), che Morton Smith affermava di aver scoperto nel monastero di Mar Saba nel 1958. Il vangelo è noto solo attraverso questa lettera, che contiene due passaggi che sarebbero stati estratti dal testo evangelico. Il Vangelo segreto di Marco è descritto come una versione del Vangelo secondo Marco contenente ulteriori episodi della vita di Gesù, indirizzata a una cerchia ristretta e selezionata di credenti.
Smith affermava di aver scoperto la Lettera di Mar Saba inserita all'interno di un'edizione a stampa del 1646 delle opere di Ignazio di Antiochia. La scoperta destò molto interesse, ma presto Smith venne accusato di aver falsificato la lettera, anche perché nessun altro vide l'originale; Smith presentò solo delle fotografie che asseriva di aver fatto. Di conseguenza, tutti gli studi iniziali sul documento si dovettero basare sulle copie che erano state presentate dallo stesso Smith, fin quando, nel 1976, il documento fu ritrovato e ri-fotografato da altri studiosi.
La situazione si complicò ulteriormente quando la lettera venne separata dal manoscritto e trasferita in un altro monastero, e l'accesso ad essa fu limitato. Gli studiosi hanno espresso posizioni differenti sull'autenticità della lettera e del vangelo in essa contenuto.

## Contenuto
Nella Lettera di Mar Saba il Vangelo segreto di Marco è descritto come una seconda versione, «più spirituale», del Vangelo secondo Marco composto dallo stesso Marco evangelista. Il suo scopo sarebbe stato quello di incoraggiare la conoscenza (gnosi) tra i cristiani di livello più avanzato, e si dice che fosse in uso nelle liturgie di Alessandria d'Egitto. La lettera conteneva due estratti del Vangelo segreto. Secondo Clemente il primo era inserito tra i versetti 34 e 35 del capitolo 10 del Vangelo secondo Marco:
Il secondo estratto è molto breve e va inserito, secondo Clemente, in Marco 10,46:
Clemente sostiene che i due estratti del Vangelo segreto di Marco siano autentici, ma rigetta come un'interpolazione carpocraziana le parole «uomo nudo con uomo nudo». Poco dopo il secondo brano, mentre Clemente si accinge a spiegare i brani, la lettera si interrompe; nell'ultima frase, Clemente afferma: «Ma molte altre cose di cui tu scrivi sembrano e sono falsificazioni». Questi due estratti costituiscono l'intero materiale conservato del Vangelo segreto di Marco. Nessun'altra copia del testo è nota.
Nel momento dell'arresto proprio nel Vangelo di Marco (Mc 14:52) «Un giovane lo seguiva, coperto soltanto con un lenzuolo; e lo afferrarono; ma egli, lasciando andare il lenzuolo, se ne fuggì nudo». 
Esso scappa per la vergogna e il tutto accade a sera. Questo giovane potrebbe essere Giovanni, discepolo amato da Gesù, o Lazzaro che Gesù resuscitò. In questo caso la conferma sarebbe il riferimento alla sorella del giovane (Marta o Maria) e a Betania nell'apocrifo.

## Storia
Nel 1958 Morton Smith dichiarò di aver scoperto, nel monastero di Mar Saba presso Gerusalemme, una lettera di Clemente di Alessandria, poi nota col nome di lettera di Mar Saba; Smith fotografò il testo, contenuto in tre pagine alla fine di una edizione del XVII secolo degli scritti di Ignazio di Antiochia, e rimise nella libreria del monastero il volume, che andò poi perduto. Nella lettera, precedentemente ignota, si trovavano alcuni passaggi riferiti al "Vangelo segreto di Marco". Clemente, infatti, indirizzava questa lettera al proprio discepolo Teodoro riguardo ad una controversia con i Carpocraziani, i quali usavano una loro versione del Vangelo secondo Marco; Clemente confermava l'esistenza di un tale "Vangelo segreto di Marco", ma affermava che la versione corretta era quella in suo possesso, non quella dei Carpocraziani.
Clemente cita nella lettera tale vangelo per confermare che Gesù iniziava i suoi sostenitori maschi nei "misteri del Regno dei Cieli", ma ribadiva che tale vangelo non parlava di "maschio nudo con maschio nudo". Morton Smith pubblicò i suoi risultati nel 1973, in due diversi libri, uno destinato agli studiosi, Clement of Alexandria and a Secret Gospel of Mark, l'altro, invece, con lo scopo di informare il pubblico del contenuto di questo vangelo, e intitolato The Secret Gospel.

## Dibattito sull'autenticità
Il Vangelo segreto di Marco è noto solo attraverso i due estratti citati nella Lettera di Mar Saba, che a sua volta è nota solo attraverso la copia scoperta da Morton Smith. Sono dunque tre le questioni aperte:
1. se il manoscritto di Mar Saba contenga una lettera autentica di Clemente Alessandrino;
2. se le citazioni di Clemente dal Vangelo segreto siano accurate;
3. se queste citazioni rispecchino un'autentica tradizione marciana.

Nel 1982 Morton Smith riassunse lo stato del dibattito in questo modo::
1. l'attribuzione a Clemente è accettata;
2. l'attribuzione dei brani da parte di Clemente a Marco è respinta;
3. la fonte dei brani è variamente attribuita a vangeli apocrifi, ad un pastiche di materiale canonico, ad un'elaborazione di materiale canonico, o all'accorpamento di materiale canonico con materiale più antico di provenienza ignota.

Tuttavia, la stessa autenticità della Lettera di Mar Saba è stata a lungo discussa. Infatti, il manoscritto della lettera è scomparso e tutto ciò che ne rimase inizialmente furono le fotografie in bianco e nero scattate dallo stesso Smith nel 1958. Inizialmente, alcuni studiosi furono orientati a rigettare le affermazioni di Smith, in quanto si riteneva che nessun altro studioso oltre a Smith avesse avuto accesso alla lettera. Nel 1976, però, Guy G. Stroumsa e altri tre studiosi ritrovarono il documento. Il libro fu successivamente portato da Mar Saba alla biblioteca del Patriarcato greco-ortodosso di Gerusalemme nel 1977, dove la lettera fu staccata dal libro, per essere archiviata separatamente. In questa occasione fu fotografata dal bibliotecario Kallistos Dourvas.
Il manoscritto andò successivamente perduto, mentre la seconda serie di foto fu pubblicata solo nel 2000; le due serie di foto sono l'unica documentazione della lettera. L'inchiostro e la fibra della lettera non sono mai stati analizzati. L'interpretazione del Vangelo segreto di Marco come un falso moderno fu promossa, dopo la morte di Morton Smith nel 1991, da Jacob Neusner, uno specialista nell'ebraismo antico, considerato lo studioso di discipline umanistiche con più pubblicazioni al mondo, avendo più di 900 libri a suo nome. Neusner fu uno studente e un ammiratore di Smith, ma nel 1984 i due ruppero pubblicamente i loro rapporti quando Smith denunciò la competenza accademica del suo ex-studente. Neusner descrisse successivamente il Vangelo segreto di Marco come "il falso del secolo".
Nel 2001 lo studioso Philip Jenkins pose l'attenzione su di un romanzo di James Hunter, intitolato The Mystery of Mar Saba (Il mistero di Mar Saba), pubblicato nel 1940. Questo romanzo presenta alcuni strani paralleli con gli eventi associati al manoscritto di Mar Saba come sono avvenuti in realtà dopo il 1958. Successivamente, anche Robert M. Price ha fatto riferimento a questo romanzo.
Nel 2005 lo scrittore Stephen Carlson pubblicò il libro The Gospel Hoax: Morton Smith's Invention of Secret Mark («Il Vangelo bufala: l'invenzione di Morton Smith del Marco segreto»), dove espone la sua teoria, secondo la quale Morton Smith fu l'autore e lo scriba del manoscritto di Mar Saba. Quando Carlson esaminò le fotografie di Smith, affermò di osservare un «tremore da falsario». Secondo Carlson, da un'analisi della scrittura di Smith, fu possibile evidenziare come le lettere 'theta' e 'lambda' del testo di Mar Saba corrispondevano a quelle di Smith stesso.
Le argomentazioni di Carlson sono state però a loro volta messe in discussione da successive analisi accademiche, in particolar modo da Scott G. Brown, in numerosi articoli.
Nel 2007, il musicologo Peter Jeffery pubblicò un libro in cui accusava Morton Smith di falso, sostenendo che Smith avesse scritto la Lettera di Mar Saba con lo scopo di «creare l'impressione che Gesù praticasse l'omosessualità».
Nel 2010, un'altra analisi grafologica del manoscritto di Mar Saba è stata intrapresa dalla grafologa greca Venetia Anastasopoulou per conto della Biblical Archaeology Review, la quale ha confrontato il manoscritto di Mar Saba con campioni di scrittura di Morton Smith, concludendo che probabilmente il manoscritto non è opera di Smith.

## Lacune e continuità
I due estratti suggeriscono soluzioni ad alcuni brani inspiegabili del Vangelo secondo Marco canonico.

### Il giovane e la tunica di lino
In Vangelo secondo Marco 14:51-52, un giovane con un panno di lino indosso è catturato durante l'arresto di Gesù, ma fugge perdendo il lenzuolo e rimanendo nudo. Il brano ha poco a che fare con il resto della narrazione, e ha dato origine a diverse interpretazioni. Secondo alcuni commentatori, si tratta di un estraneo, che viveva nei pressi del giardino e che uscì a vedere cosa succedeva dopo essere stato svegliato dal rumore (14:46-49). W. L. Lane ritiene che l'evangelista citò questo episodio per chiarire che tutti, e non solo i discepoli, lasciarono Gesù solo in mano alle guardie. Ma queste spiegazioni non sono del tutto soddisfacenti. 
Tale brano è stato comunque oggetto di varie speculazioni, pur senza alcuna prova al riguardo, e si è anche supposto che il giovane fuggito nudo potesse essere - tra gli altri - lo stesso evangelista Marco o Giovanni di Zebedeo o Giacomo il fratello di Gesù o un angelo o Gesù stesso o "un omosessuale che era venuto per un incontro privato con Gesù [e per questo era seminudo].". Il teologo Raymond Brown, ritiene che "queste ipotesi siano null'altro che immaginativi voli di fantasia" e che l'episodio è probabilmente simbolico, introdotto nel Vangelo di Marco per sottolineare che "il tentativo del giovane [come nuovo discepolo] di seguire Gesù nella sua prova [peirasmos] è un misero fallimento; quando Gesù è arrestato, egli è così ansioso di scappare che lascia nelle mani dei suoi rapitori l'unico abito che indossa e sceglie il totale disonore di fuggire nudo, una fuga anche più disperata di quella scelta dagli altri discepoli. La nudità non è qualcosa di positivo, come interpretazione simbolica; è qualcosa da evitare, come in Matteo 25,36; Giovanni 21,7; Giac 2,15; Apocalisse 3,17 e Apocalisse 16,15".
La stessa parola greca neaniskos ("giovane uomo") è utilizzata sia nel Vangelo secondo Marco (14:51) che nel Vangelo segreto di Marco. Se si accetta la teoria di Helmut Koester e John Dominic Crossan, che il vangelo marciano canonico sia una revisione del Vangelo segreto e che questi sia a sua volta una rielaborazione di un Vangelo secondo Marco originale, è possibile un'altra spiegazione, che si tratti di un passo parallelo a quello della risurrezione di Lazzaro nel Vangelo secondo Giovanni 11:3,5,35-36: entrambi gli episodi pongono in risalto l'amore tra Gesù e l'uomo risorto, oltre ad essere collocati a Betania.
Vi è anche un'altra occorrenza della parola neaniskos nel Vangelo secondo Marco, quando si parla del giovane vestito di bianco nella tomba vuota di Gesù (16:5). Per questo passaggio esistono brani paralleli sia nel Vangelo secondo Luca che nel Vangelo secondo Matteo, ma in nessuno dei due si utilizza la parola neaniskos. È perciò possibile che queste occorrenze di neaniskos in Marco e in Marco segreto siano correlate. I sostenitori della non autenticità del Vangelo segreto, d'altro canto, suggeriscono che questo vangelo sia stato creato sulla base di Marco 14:51 e 16:5.

### La lacuna del viaggio a Gerico
Il secondo estratto sembra riempire una lacuna in 10:46: «Poi giunsero a Gerico. E come Gesù usciva da Gerico con i suoi discepoli e con una gran folla, il figlio di Timeo, Bartimeo, cieco mendicante, sedeva presso la strada». La mancanza di ogni evento a Gerico è stata interpretata come la conseguenza della perdita di una parte del testo, e il secondo estratto inserisce un breve incontro in questo punto.
Helmut Koester e Ron Cameron sostengono che Marco segreto preceda il Marco canonico, e che quest'ultimo sia in realtà un emendamento del Vangelo segreto di Marco. Questa ipotesi spiega la discontinuità narrativa presentata dalla lacuna. Della stessa opinione è John Dominic Crossan: «Considero il Marco canonico una revisione deliberata del Marco segreto».

### Riferimenti
1. ↑  (EN) Gerd Theissen e Annette Merz, The Historical Jesus: A Comprehensive Guide, Minneapolis, 1998,  p. 46, ISBN 9780334026969.
2. ↑   Mc 10,46, su La Parola - La Sacra Bibbia in italiano in Internet.
3. ↑  (EN) Morton Smith, Clement of Alexandria and Secret Mark: The Score at the End of the First Decade [collegamento interrotto], in Harvard Theological Review, vol. 75, 1982. Ospitato su uni-bremen.de.
4. ↑  (EN) Peter Steinfels, Was It a Hoax? Debate on a 'Secret Mark' Gospel Resumes, in New York Times, 31 marzo 2007. URL consultato il 10 luglio 2025.
5. 1 2  (EN) Afterword dalla The Dawn Horse Press (file PDF) Archiviato il 27 gennaio 2006 in Internet Archive.
6. ↑  (EN) Charles W. Hedrick e Nikolaos Olympiou, Secret Mark, in The Fourth R, vol. 13, n. 5, 2000,  pp. 3-11, 14-16 (archiviato dall'url originale il 25 giugno 2012). Contiene tavole a colori del manoscritto.
7. ↑  Carlson, p. 2.
8. ↑  (EN) Bart D. Ehrman, The Battles for Scripture and the Faiths We Never Knew, Oxford University Press, 2005,  pp. 83-84, ISBN 0195182499.
9. 1 2  (EN) Brian Bethune, Mark's Secret Gospel: What Does a Contested Text Say About Jesus, Gay Sex and Baptism?, in Maclean's, 12 maggio 2005 (archiviato dall'url originale il 10 ottobre 2007).
10. ↑  (EN) James Hogg Hunter, The Mystery of Mar Saba, New York - Toronto, Evangelical Publishers, 1940, OCLC 6396165.
11. ↑  (EN) Layman, Is the Secret Gospel of Mark a Modern Forgery Based on a Cheesy Christian Novel?, su christiancadre.blogspot.com, 9 luglio 2005. URL consultato il 10 luglio 2025.
12. ↑  (EN) Robert M. Price, Second Thoughts on the Secret Gospel, su robertmprice.mindvendor.com. URL consultato il 10 luglio 2025.
13. ↑  Carlson.
14. ↑  Carlson, p. 28.
15. ↑  Carlson, pp. 46-47.
16. ↑  (EN) Allan J. Pantuck e Scott G. Brown, Morton Smith as M. Madiotes: Stephen Carlson's Attribution of Secret Mark to a Bald Swindler, in Journal for the Study of the Historical Jesus, vol. 6, n. 1, 2008,  pp. 106-125 (20).
17. ↑  Jeffery.
18. ↑  (EN) Handwriting Expert Weighs In on the Authenticity of "Secret Mark" (abstract), in Biblical Archaeology Review, 26 aprile 2010. URL consultato il 26 aprile 2010 (archiviato dall'url originale il 5 luglio 2010).
19. ↑   Mc 14:51-52, su La Parola - La Sacra Bibbia in italiano in Internet.
20. ↑   Mc 14:46-49, su La Parola - La Sacra Bibbia in italiano in Internet.
21. ↑  Varie versioni in inglese, su Biblehub.com.
22. ↑  (EN) William L. Lane, The Gospel of Mark, New International Commentary on the New Testament, Wm. B. Eerdmans Publishing, 1974,  pp. 527-528 (con riferimento a Marco 14:27).
23. ↑  R. E. Brown, pp. 294, 299-302. Cfr. anche:  Corrado Augias e Remo Cacitti, Inchiesta sul cristianesimo, Milano, Mondadori, 2012,  p. 137, ISBN 978-88-04-59702-5.
24. ↑  R. E. Brown, pp. 294-304.
25. ↑   Mt 25,36, su La Parola - La Sacra Bibbia in italiano in Internet.
26. ↑   Gv 21,7, su La Parola - La Sacra Bibbia in italiano in Internet.
27. ↑   Giac 2,15, su La Parola - La Sacra Bibbia in italiano in Internet.
28. ↑   Ap 3,17, su La Parola - La Sacra Bibbia in italiano in Internet.
29. ↑   Ap 16,15, su La Parola - La Sacra Bibbia in italiano in Internet.
30. ↑   Mc 14:51, su La Parola - La Sacra Bibbia in italiano in Internet.
31. ↑   Gv 11:3,5,35-36, su La Parola - La Sacra Bibbia in italiano in Internet.
32. ↑  (EN) Helmut Koester, Ancient Christian Gospels, Harrisburg (Pennsylvania), Trinity Press, 1990,  pp. 293-303, ISBN 0334024501.
33. ↑   Mc 16:5, su La Parola - La Sacra Bibbia in italiano in Internet.
34. ↑   Mc 14:51, su La Parola - La Sacra Bibbia in italiano in Internet.
35. ↑   Mc 16:5, su La Parola - La Sacra Bibbia in italiano in Internet.
36. ↑   Mc 10:46, su La Parola - La Sacra Bibbia in italiano in Internet.
37. ↑  (EN) Secret Mark su earlychristianwritings.com include le citazioni da Koester, pp. 293-303, e (EN) Ron Cameron (a cura di), The Other Gospels: Non-Canonical Gospel Texts, Philadelphia, The Westminster Press, 1982,  pp. 67-71.
38. ↑  (EN) John Dominic Crossan, Four Other Gospels: Shadows on the Contours of Canon, Minneapolis, Wipf and Stock, 1985,  p. 108.